# Centrale idroelettrica di Premadio
La centrale idroelettrica di Premadio è situata a Premadio, nel comune di Valdidentro.

## Caratteristiche
Si tratta di una centrale a serbatoio, che sfrutta l'alto bacino dell'Adda e della Spöl (Valle della Inn), che alimentano il serbatoio di San Giacomo (a quota 1949 m s.l.m.) e, in cascata, il serbatoio di Cancano II (a quota 1900 m s.l.m.). I macchinari consistono in tre gruppi turbina/alternatore, ciascuno comprendente una coppia di turbine Pelton.
L'impianto utilizza le acque dei bacini di Cancano e San Giacomo dove sfocia il canale di gronda Gavia-Forni-Braulio, un'opera costituita da 3 tronchi in galleria per una lunghezza complessiva di 33,3 km che raccoglie le portate derivate dai torrenti Alpe, Gavia, Frodolfo, Zebrù, Braulio, Forcola ed alcune immissioni minori.
Sempre nel lago di San Giacomo si immette il canale derivatore dello Spöl: un sistema di gallerie della lunghezza complessiva di 23,74 km che, sottopassando lo spartiacque alpino, raccoglie le acque dell'alta valle di Livigno, oltre quota duemila, naturalmente defluenti verso il bacino del Danubio.
Infine, nel lago di Cancano, sfocia il Nuovo Canale Viola. Questo cospicuo sistema d'accumulo consente la regolazione stagionale delle portate dell'intero bacino; infatti a valle della centrale di Premadio si succedono in cascata gli impianti di Grosio, Lovero e Stazzona. 
La centrale di Premadio è in esercizio dal 1956 con due gruppi generatori da 74 MW. Dal dicembre 2003, si è aggiunta una nuova macchina generatrice portando così la potenza installata a 226 MW.
Dati Principali
Localizzazione 	Alpi Retiche - Comuni di Livigno, Valdidentro, Bormio, Valfurva
Bacino imbrifero	361 km²
Dighe/capacità	2 - Laghi di Cancano e S. Giacomo (187 milioni di m³)
Centrali	1 - Località Premadio - Valdidentro
Potenza installata	2 x 74 MW + 1 x 78 MW= 226 MW
Salto medio effettivo	646,70 m
Diametro condotta forzata	2,60/2,30 m Premadio 1 - 2,10 m Premadio 2
Turbine installate	6 Pelton (ogni gruppo è equipaggiato con 2 turbine).